# Gement (Oss)
Gement is een buurtschap  in de voormalige gemeente Berghem (sind 1994 gemeente Oss), in de Nederlandse provincie Noord-Brabant. In de 18e en 19e eeuw sprak men van de "Groote Gemeente" (ten westen van de Broekstraat) en de "Kleine Gemeente" (ten oosten van de Broekstraat). Op de "Gemeente" konden vroeger alle boeren van Berghem en Oss, arm en rijk, hun vee laten grazen, hout kappen. De "Gemeente" was gemeenschappelijk bezit, vergelijkbaar met de huidige Oostenrijkse alm (ook: Allmend, Allmende, Allmeinde). In 1773 werd de "Gemeente" geprivatiseerd, dat wil zeggen verkaveld en vervolgens verkocht aan de meest biedende boeren. Van de opbrengst werd een raadhuis en een school gebouwd. Veel armere boeren verloren door deze privatisering "hun" weidegronden en moesten in het vervolg als landarbeider in loondienst door het leven.
Steden: Megen · Oss · Ravenstein

Dorpen: Berghem · Demen · Dennenburg · Deursen · Dieden · Geffen · Haren · Herpen · Huisseling · Macharen · Kessel · Lith · Lithoijen · Maren · Maren-Kessel · Neerlangel · Neerloon · Oijen · Overlangel · Teeffelen

Buurtschappen: Achterste Heide · Benedeneind · Boveneind · Duurendseind · Elst · Gement · Keent · Kleine Koolwijk · Koolwijk · 't Wild

Noord-Brabant: Steden en dorpen      Nederland: Provincies · Gemeenten